# Bundesregierung Dollfuß I
Die Bundesregierung Dollfuß I war vom 20. Mai 1932 bis 21. September 1933 im Amt. Regierungschef war Engelbert Dollfuß.

## Zustandekommen
Am 28. April 1932 stellten die Sozialdemokraten den Antrag auf Auflösung des Nationalrats, was Neuwahlen bedeutet hätte. Dem kam die Regierung Buresch durch Rücktritt zuvor. Am 10. Mai 1932 wurde Dollfuß von Bundespräsident Wilhelm Miklas als Bundeskanzler designiert und mit der Bildung einer neuen Regierung beauftragt. Er bot den Sozialdemokraten Zusammenarbeit an, diese forderten aber Neuwahlen. Auch die Großdeutschen lehnten eine Koalition ab. Um Neuwahlen zu verhindern, bildete Dollfuß am 20. Mai 1932 mit dem Landbund und dem Heimatblock eine Koalition, die über 83 von 165 Stimmen im Nationalrat verfügte, eine Mehrheit von nur einer Stimme.

## Mitglieder
| Amt                                                                                           | Amtsinhaber                                                            | Partei                                | Staatssekretär                                                             |
| --------------------------------------------------------------------------------------------- | ---------------------------------------------------------------------- | ------------------------------------- | -------------------------------------------------------------------------- |
| Bundeskanzler                                                                                 | Engelbert Dollfuß                                                      | CSP                                   |                                                                            |
| Vizekanzler                                                                                   | Franz Winkler                                                          | Landbund                              |                                                                            |
| mit der sachlichen Leitung der Angelegenheiten der inneren Verwaltung betraut                 | Franz Bachinger (bis 10. Mai 1933) Vinzenz Schumy (ab 10. Mai 1933)    | Landbund                              |                                                                            |
| mit der sachlichen Leitung der Angelegenheiten der öffentlichen Sicherheit betraut            | Hermann Ach (bis 28. September 1932) Emil Fey (ab 10. Mai 1933)        | ohne Parteimitgliedschaft Heimatblock | Emil Fey (17. Oktober 1932 bis 10. Mai 1933)                               |
| mit der sachlichen Leitung der Angelegenheiten der Verfassungs- und Verwaltungsreform betraut | Otto Ender (ab 19. Juli 1933)                                          | CSP                                   |                                                                            |
| Bundesminister für Justiz                                                                     | Kurt Schuschnigg                                                       | CSP                                   |                                                                            |
| Bundesminister für Unterricht                                                                 | Anton Rintelen (bis 24. Mai 1933) Kurt Schuschnigg (ab 24. Mai 1933)   | CSP                                   |                                                                            |
| Bundesminister für soziale Verwaltung                                                         | Josef Resch (bis 11. März 1933) Robert Kerber (ab 11. März 1933)       | CSP ohne Parteimitgliedschaft         | Odo Neustädter-Stürmer (ab 10. Mai 1933)                                   |
| Bundesminister für Finanzen                                                                   | Emanuel Weidenhoffer (bis 10. Mai 1933) Karl Buresch (ab 10. Mai 1933) | CSP                                   |                                                                            |
| Bundesminister für Land- und Forstwirtschaft                                                  | Engelbert Dollfuß                                                      | CSP                                   | Franz Bachinger (ab 10. Mai 1933)                                          |
| Bundesminister für Handel und Verkehr                                                         | Guido Jakoncig (bis 10. Mai 1933) Fritz Stockinger (ab 10. Mai 1933)   | Heimatblock CSP                       | Odo Neustädter-Stürmer (ab 10. Mai 1933) Franz Bachinger (ab 10. Mai 1933) |
| Bundesminister für Heereswesen                                                                | Carl Vaugoin                                                           | CSP                                   |                                                                            |